# Vadim Cravcescu
Vadim Cravcescu (n. 7 martie 1985) este un fotbalist moldovean, care în prezent evoluează la clubul FC Saxan în Divizia Națională.

## Palmares
Rapid Ghidighici
- Cupa Moldovei:

Finalist: 2011-2012